# Абдулмеджидов Ахмед Дибірович
Абдулмеджи́дов Ахме́д Дибі́рович (3 червня 1923 — 27 березня 1944) — Герой Радянського Союзу (1945, посмертно), автоматник роти автоматників 384-го окремого батальйону морської піхоти Одеської військово-морської бази Чорноморського флоту, червонофлотець.

## Біографія
Народився 3 червня 1923 року в аулі Моксоб Чародинського району республіки  Дагестан у родині аварського селянина. Працював чабаном у селі Цуриб того ж району.
У 1942 році був призваний до лав Червоної Армії, одразу ж потрапив на фронт. Служив у складі частин берегової оборони міста Поті (Грузія) Чорноморського флоту СРСР.
У квітні 1943-го червонофлотець Абдулмеджидов був переведений до 384-го окремого батальйону морської піхоти Чорноморського флоту, а восени того ж року брав участь у десантних операціях по визволенню Таганрога, Маріуполя та Осипенко, у боях на Кінбурнскій косі, визволенні селищ Миколаївської області Олександрівка, Богоявленське та Широка Балка. У бою за Олександрівку разом із червонофлотцем Дем'яненко знищив дві вогневі точки супротивника, а в бою за Широку Балку — ворожий ДОТ.

## Подвиг
У другій половині березня 1944-го увійшов до складу десантного загону під командуванням старшого лейтенанта Костянтина Ольшанського. Завданням десанту було полегшення фронтального удару радянських військ в ході визволення Миколаєва, яке було частиною Одеської операції.
У ніч з 25 на 26 березня 1944 року десант на рибальських човнах перетнув Бузький лиман і висадився в районі Миколаївського морського порту. Протягом двох діб десантники відбили 18 атак супротивника, знищивши за цей час близько 700 ворожих солдатів і офіцерів, кілька танків і гармат супротивника. Коли 28 березня до Миколаєва увійшли радянські війська, з 68-ми десантників у живих залишилося 12, троє з яких померли від ран і отруєння газами того ж дня, ще один — 10 квітня. Інші героїчно загинули в бою, серед них і червонофлотець Ахмед Абдулмеджидов.
Похований у братській могилі в місті Миколаєві в сквері 68-ми Десантників.

## Вшанування пам'яті

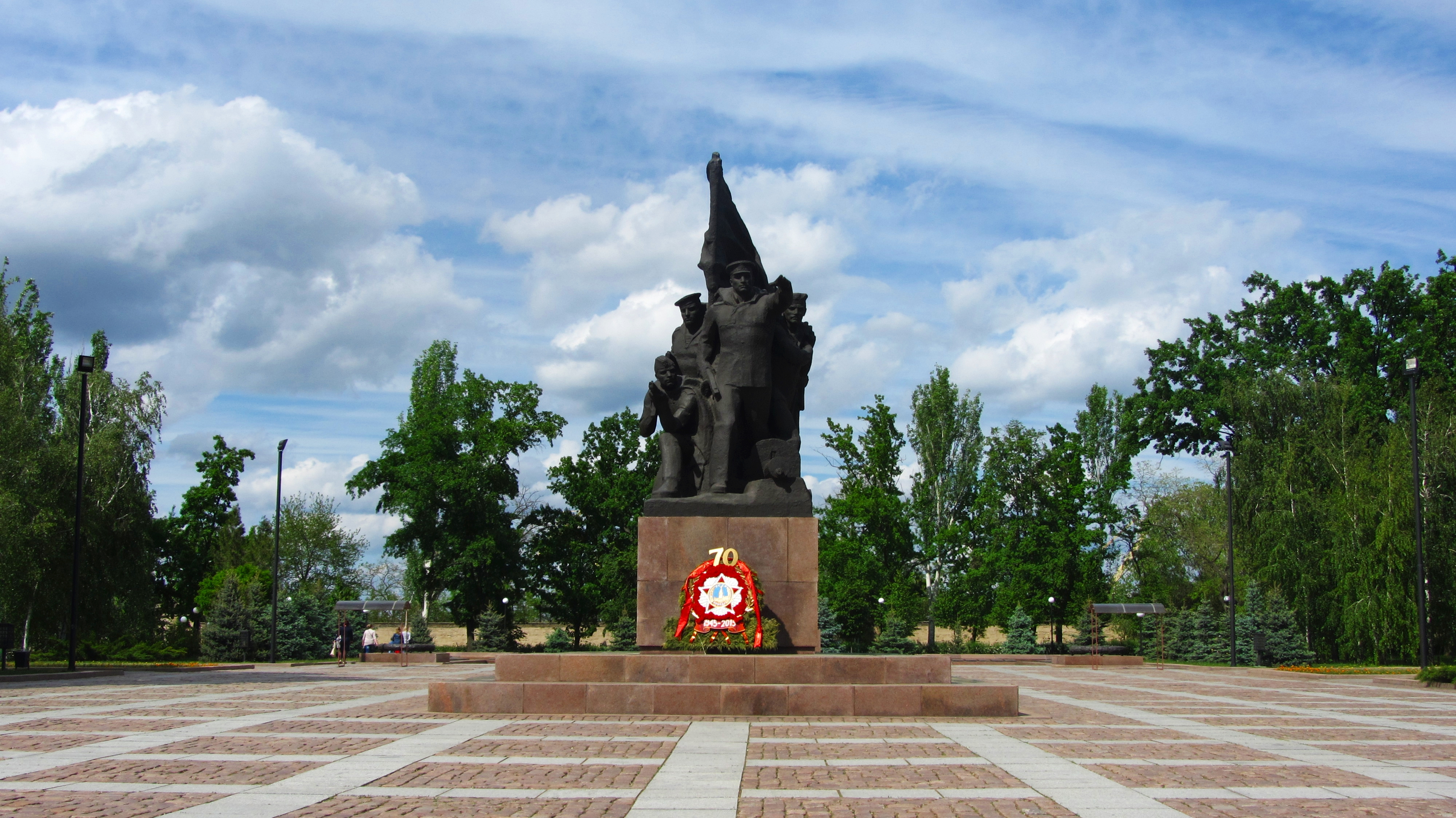
Меморіальний комплекс на честь 68-ми десантників в Миколаєві

Указом Президії Верховної Ради СРСР від 20 квітня 1945 року за зразкове виконання бойових завдань командування на фронті боротьби з німецькими загарбниками і проявлені при цьому відвагу і героїзм матросу Абдулмеджидову Ахмеду Дибировичу було присвоєно звання Героя Радянського Союзу (посмертно).
Нагороджений орденом Леніна, медаллю «Золота Зірка».
У селі Цуриб встановлено пам'ятник герою.